# Храпанув
Храпанув (пол. Chrapanów) — село в Польщі, у гміні Завихост Сандомирського повіту Свентокшиського воєводства.
Населення — 224 особи (2011).
У 1975-1998 роках село належало до Тарнобжезького воєводства.

## Демографія
Демографічна структура на день 31 березня 2011 року:
|          | Загалом | Допрацездатний вік | Працездатний вік | Постпрацездатний вік |
| -------- | ------- | ------------------ | ---------------- | -------------------- |
| Чоловіки | 111     | 21                 | 78               | 12                   |
| Жінки    | 113     | 20                 | 60               | 33                   |
| Разом    | 224     | 41                 | 138              | 45                   |